# Dine Suzette
Dine Suzette (28 febbraio 1991) è un calciatore seychellese, attaccante del Côte d'Or.